# Botenamt Gladbach
Das Botenamt Gladbach war eins von sechs Botenämtern, in die das Amt Porz im Herzogtum Berg vom 15. bis in das 19. Jahrhundert eingeteilt war. Neben Gladbach waren es die Botenämter Herkenrath, Merheim, Odenthal (seit 1631 Pfandherrschaft der Freiherren von Wolff-Metternich), Porz und Stammheim. Daneben hatte das Botenamt Scheiderhöhe eine Sonderrolle.
Das Botenamt gehörte zum Obergericht Bensberg und war unterteilt in die Honschaften Sand, Paffrath, Combüchen, Gladbach und Gronau.
Unter der französischen Verwaltung zwischen 1806 und 1813 wurde das Amt Porz aufgelöst und aus dem Botenamt Gladbach wurde politisch die Mairie Gladbach im Kanton Bensberg im Arrondissement Mülheim am Rhein. 1816 wandelten die Preußen die Mairie zur Bürgermeisterei Gladbach im Kreis Mülheim am Rhein.